# Кірієнко Олександр Вікторович
Олекса́ндр Ві́кторович Кіріє́нко (нар. 12 квітня 1997, с. Гатне, Києво-Святошинський район, Київська область, Україна — 20 квітня 2017, м. Авдіївка, Донецька область, Україна) — солдат Збройних сил України, учасник російсько-української війни, позивний «Орел».

## Біографія
Народився 1997 року в селі Гатне на Київщині, у багатодітній родині. 2001 року сім'я переїхала на постійне місце проживання до села Карпилівка Козелецького району Чернігівської області. У 2014 році закінчив Карпилівську загальноосвітню школу I—III ступенів. Захоплювався футболом, тенісом, риболовлею. Брав участь у спортивних змаганнях. Продовжив навчання в Чернігівському професійному ліцеї, де здобув фах електрозварника.
Під час російської збройної агресії проти України 16 травня 2016 року був призваний Козелецьким РВК на військову службу за контрактом, яку проходив у 169-му Навчальному центрі «Десна». 23 лютого 2017 року був відряджений до 72-ї окремої механізованої бригади, яка виконувала завдання на території проведення антитерористичної операції в районі міста Авдіївка. Проходив службу на посаді санітарного інструктора.
Загинув 20 квітня 2017 року від уламкового поранення у голову під час обстрілу спостережного пункту в промисловій зоні Авдіївки, — противник застосував танки і міномети, один з танкових снарядів влучив у бліндаж. Тоді ж загинув старший сержант Василь Ніженський.
Похований на кладовищі села Карпилівка.
Залишилися мати Лідія Гамерська, п'ять сестер та двоє братів.

## Нагороди
Указом Президента України № 259/2017 від 2 вересня 2017 року, за особисту мужність і самовіддані дії, виявлені у захисті державного суверенітету та територіальної цілісності України, зразкове виконання військового обов'язку, нагороджений орденом «За мужність» III ступеня (посмертно)..

## Вшанування пам'яті
У листопаді 2017 року на фасаді Карпилівської ЗОШ I—III ступенів встановлено меморіальну дошку полеглому на війні випускнику школи Олександру Кірієнку.
Ім'я Олександра Кірієнка викарбуване на меморіалі загиблим воїнам 169 НЦ «Десна», відкритому у грудні 2017 року в смт Десна.